# 鄧傳鏘
鄧傳鏘（英語：Vincent Teng Chuen Cheong，1973年—），現任《信報財經月刊》和《信報財經新聞》總編輯。

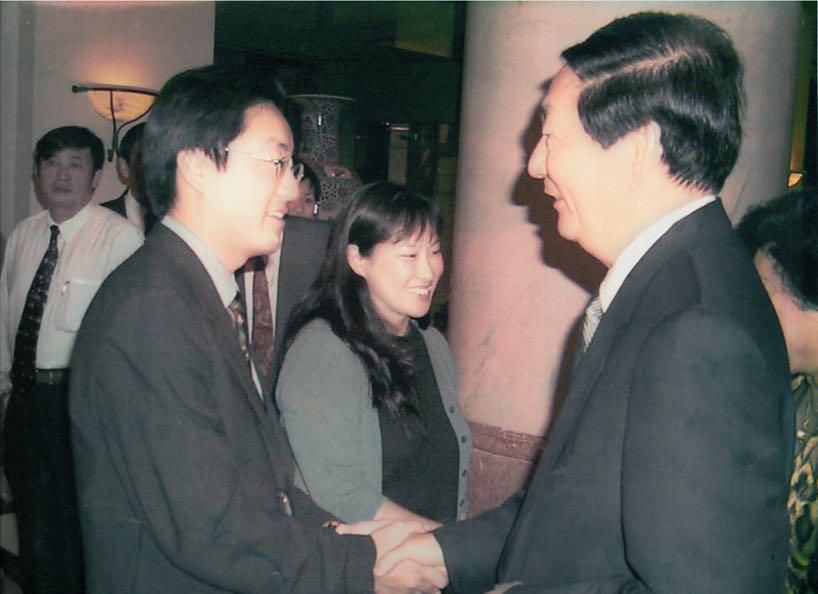
朱鎔基接見鄧傳鏘

1999年，26歲時擔任《大公報》記者，跟隨時任國務院總理朱鎔基出訪日本、韓國、新加坡、越南，由於撰寫大量深度分析文章，受到朱鎔基賞識，獲接見表揚。

## 工作經歷
- 2024起：《信報財經新聞》總編輯
- 2014至今: 《信報財經月刊》總編輯
- 2008-2014: 《信報財經新聞》採訪主任
- 2005-2008: 鳯凰衛視新聞主編
- 2002-2005: 《東方日報》國際新聞主任
- 1998-2001: 《大公報》高級記者

## 社會活動
- 香港大學講師
- 樹仁大學新聞系兼職講師
- 明愛專上學院導師
- 香港中文大學中醫學院顧問[3]
- 香港新聞聯理事
- 香港脊骨神經科醫學院基金董事、公共教育和傳訊委員會主席[4]

## 奬項
- 亞洲出版業協會（SOPA）「2010年度卓越新聞獎」- The Scoop Award[5]